# 斉藤利彦 (教育学者)
斉藤 利彦（さいとう としひこ、1953年 - ）は、教育史学者、学習院大学名誉教授。

## 人物・来歴
福島県生まれ。1977年東京大学法学部卒。1984年同大学院教育学研究科博士課程満期退学、1992年「形成期中学校教育の展開 -「淘汰と管理」の諸相」で教育学博士（東京大学）。1985年学習院大学教職課程専任講師、1987年助教授、1994年教授。2023年名誉教授。2009年（-2011年）東京大学大学院教育学専攻客員教授。専門は日本近代教育史、中等教育史、試験制度史。

## 著書
- 『競争と管理の学校史 明治後期中学校教育の展開』東京大学出版会 1995
- 『試験と競争の学校史』平凡社選書 1995 のち講談社学術文庫
- 『作家太宰治の誕生　「天皇」「帝大」からの解放』岩波書店 2014
- 『明仁天皇と平和主義』朝日新書 2015
- 『「誉れの子」と戦争』中央公論新社 2019
- 『国民義勇戦闘隊と学徒隊 隠蔽された「一億総特攻」』朝日新聞出版 2021

### 共編著など
- 『近現代教育史』柴田義松共編著 学文社 2000
- 『加速化するアジアの教育改革』諏訪哲郎共編著 東方書店 学習院大学東洋文化研究叢書 2005
- 『教育学のポイント・シリーズ 教育史』柴田義松共編 学文社 2005
- 『新日本古典文学大系明治編 教科書啓蒙文集』倉田喜弘、谷川恵一共校注 岩波書店 2006
- 『沸騰する中国の教育改革』諏訪哲郎、王智新共編著 東方書店 2008 学習院大学東洋文化研究叢書
- 『学校文化の史的探究 中等諸学校の「校友会雑誌」を手がかりとして』編著 東京大学出版会 2015
- 『近現代教育史 新版』佐藤学共編著 学文社 2016
- 『海後宗臣教育改革論集 カリキュラム・教育実践・歴史』寺﨑昌男共編著 東京書籍　2018
- 『戦没学徒 林尹夫日記［完全版］―わがいのち月明に燃ゆ―』編集・解説 三人社 2020

## 参考
- 『試験と競争の学校史』著者紹介
- 学習院大学